# G12
G12, också kallat G12-visionen, är ett arbetssätt och en strategi inom kristen evangelisation för att tillämpa missionsbefallningen. Det är ett arbetssätt som vissa församlingar valt att använda sig av för att se en tillväxt i sin församling. G12-visionen är ett av flera exempel på hur en kyrka i praktiken kan arbeta för att verka i det Jesus sa i Matteus 28:16-20, (missionsbefallningen).
Missionsbefallningen startade enligt kristen tro lärjungarnas verksamhet och fick dem att gå ut och sprida sin lära och bilda församlingar. G12 är ett arbetssätt vissa församlingar använder sig av för att genomföra den missionsbefallning man anser att Jesus gav dem.
G12-visionen bygger på idén om att varje kristen kan vara mentor och leda andra i deras tro. Varje person evangeliserar och de människor som också väljer att bli kristna undervisar hon för att de ska få en karaktär lik Jesus. Arbetssättets grundtanke är multiplicering och målet är att dessa nya troende sedan ska evangelisera för nya människor. Man sträcker sig efter att aktivera den kristne att gå ut och evangelisera, precis som Jesu lärjungar inte var passiva åskådare utan aktivt gick ut med evangeliet över stora delar av världen.

## Historia
Strategin G12 föddes i Bogotá, Colombia i församlingen Misión Carismática Internacional. Kyrkans pastor César Castellanos hade besökt dr David Yonggi Cho i Sydkorea och påverkades starkt av Chos tro och förtröstan på Gud. Efter besöket i världen största församling  bestämde sig Castellanos för att precis som dr Cho arbeta med cellgrupper för att få se antalet kristna öka. Då Jesus arbetade med 12 lärjungar så föddes G12-visionen, där man arbetar med 12 personer i varje grupp.
1983 var kyrkan Misión Carismática Internacional 8 medlemmar. Idag är det den största församlingen i Latinamerika med över 200.000 medlemmar.

## Målet med G12-visionen
Grundtanken i, och målet med, G12-visionen är att nå en multipliceringseffekt. Varje kristen person som har valt att jobba utifrån G12-visionen sträcker sig efter att forma 12 människor för att få en karaktär lik Jesus. Dessa 12 personer fördjupar sig sedan i den kristna tron, och har sin ledare som sin mentor, för att sedan i sin tur ”göra lärjungar” så som Jesus befallde i Missionsbefallningen. Grundtanken är alltså att se en multiplicering från 12 till 144 till 1728 och så vidare.

## Konferenser
Varje år anordnas en konferens i Bogotá, Colombia. Konferensen hålls i januari och kallas för Internationell G12-konferens. Den Colombianska presidenten har vid ett flertal tillfällen besökt konferensen. Colombias tidigare president Álvaro Uribe (2002-2010) deltog i konferenserna åren 2004,
 2007, 2008, samt 2009.. 2006 deltog senatorn German Vargas Lleras och 2010 deltog tidigare försvarsministern och kommande predisenden Juan Manuel Santos, som också talade vid konferensen.. Under konferensen 2012 deltog Álvaro Uribe återigen och tackade kyrkan och konferensdeltagarna för deras böner och dess stöd under hans tid i regeringen.